# Sándor Sztranyavszky
Sándor Sztranyavszky (Balassagyarmat, 9 december 1882 – Nógrádmarcal, 30 april 1942) was een Hongaars politicus, die van 1935 tot 1938 het ambt van voorzitter van het Huis van Afgevaardigden bekleedde en in 1938 minister van Landbouw was.
Hij begon zijn politieke carrière in 1912 als afgevaardigde voor de Nationale Arbeidspartij tot aan het einde van de Eerste Wereldoorlog. In 1922 werd hij opper-ispán van de comitaten Nógrád en Hont. Van 1926 tot 1931 was hij politiek staatssecretaris op het ministerie van Binnenlandse Zaken en stond in voor de organisatie van de parlementsverkiezingen van 1926 en 1931. Tijdens het premierschap van Gyula Gömbös was hij voorzitter van de regeringspartij, de Nationale Eenheidspartij.
In 1935 werd Sztranyavszky voorzitter van het Huis van Afgevaardigden, het Hongaarse lagerhuis, een functie die hij tot 1938 uitoefende. Op 14 mei dat jaar benoemde de nieuwe premier Béla Imrédy hem tot minister van Landbouw, maar legde dit ambt datzelfde jaar nog neer uit onvrede met het beleid van Imrédy. Bovendien verliet hij de partij, samen met verschillende andere politici en parlementsleden.